# Hunter Brook (New Croton Reservoir)
Hunter Brook – rzeka w stanie Nowy Jork, w hrabstwie Westchester, uchodząca do New Croton Reservoir. Zarówno długość cieku, jak i powierzchnia zlewni nie zostały oszacowane przez USGS.